# Tumi (ort)
Tumi (azerbajdzjanska: Binə, armeniska: Տումի) är en ort i Azerbajdzjan.   Den ligger i distriktet Xocavənd Rayonu, i den sydvästra delen av landet, 270 km väster om huvudstaden Baku. Tumi ligger 1 102 meter över havet och antalet invånare är 752.
Terrängen runt Tumi är bergig. Närmaste större samhälle är Hadrut, 13,5 km sydost om Tumi. 
I omgivningarna runt Tumi växer i huvudsak blandskog. Runt Tumi är det ganska glesbefolkat, med 24 invånare per kvadratkilometer.